# Balti (rappeur)
Pour les articles homonymes, voir Balti.
Balti de son vrai nom Mohamed Salah Balti, né le 10 avril 1980 à Tunis, est un rappeur, chanteur, auteur-compositeur-interprète et producteur de musique tunisien.

## Biographie

### Débuts
Il commence sa carrière artistique au sein du groupe Wled Bled avant de commencer, en 2002, à se faire connaître sur la scène tunisienne par le biais d'un album non officiel avec DJ Danjer.

### Lancement
En 2003, il collabore avec le réalisateur tunisien Mohamed Zran pour la bande originale de son film Le Prince ; il écrit, compose et interprète trois morceaux en plus du générique de fin.
Entre 2004 et 2009, il donne des concerts dans toute la Tunisie mais aussi en Europe, se produisant notamment avec Rohff, Tandem, Sinik et Diam's. À cette époque, il est déjà considéré comme le rappeur le plus connu en Tunisie.

### Décollage
En 2008, il fonde son groupe X-Tension qui sort son premier album officiel, intitulé Notre monde en vrai. Après avoir été qualifié de rappeur officiel du régime de Zine el-Abidine Ben Ali, et chassé dans le cadre de la révolution, il se retire temporairement avant de revenir en 2012 avec un succès : Stop violence, un message adressé aux jeunes pour les dissuader de commettre des délits.
En 2014, Balti revient avec un single antiterrorisme intitulé Kill Somebody, précédé d'une bande-annonce faisant croire à sa mort, et destinée à intriguer les internautes.
En 2017, Il sort un single intitulé Ya Lili. Il s’agit d'un duo avec Hamouda, un petit garçon tunisien inconnu à l'époque du grand public. Le clip mis en ligne sur YouTube détient un chiffre record de nombre de vues jamais enregistré en Tunisie et dans le monde arabe, et fait connaître Balti dans la région.

## Titres
- 2005 : Harka avec Mastaziano
- 2008 :
  - Mamma
  - Alamat Essaa
- 2009 : Chneya dhanbi
- 2010 :
  - Passe partout
  - Layem
- 2011 :
  - Mouwaten Karim
  - Ici ou là-bas avec Mister You
  - Akadhib
  - Jey mel rif lel assima
- 2012 :
  - Stop violence (réalisé par Malek Ben Gaied Hassine[3])
  - Yatim (réalisé par Borhen Ben Hassouna)
  - Meskina
  - Témoin suicide (réalisé par Malek Ben Gaied Hassine)
- 2014 :
  - Kill Somebody (réalisé par Malek Ben Gaied Hassine)
  - Douza Douza avec Zied Nigro
- 2015 :
  - Chafouni Zawali avec Akram Mag
  - Stagoutay
  - Sahara
  - Galouli Matji avec Zina El Gasrinia
  - Mama j'suis là avec DJ Meyz et Tunisiano
  - Skerti Rawhi
  - Houma Theb Etoub
- 2016 :
  - Hala Mala
  - Erakh lé avec Mister You
  - Désolé avec Walid Tounssi
  - Harba
  - Clandestino avec Master Sina
- 2017 :
  - Wala Lela
  - Maztoula
  - Khaliha ala rabi
  - Law Le3ebti Ya Zahr avec Zaza
  - Ya Lili avec Hamouda
- 2018 : Khalini Nrou9
- 2019 :
  - Maghrébins avec Mister You
  - Bouhali
  - Denia avec Hamouda
  - Haha
  - Filamen
- 2020 :
  - Valise
  - Oulala
  - Mawal
- 2021 :
  - Ya Hasra
  - 7elma
  - Ena
- 2022 :
  - Wino el hob
  - Allo